# رضا آل سالم
رضا علي آل سالم لاعب كرة قدم سعودي، في مركز ظهير أيسر في نادي السلام.
```
لعب مع 
نادي القادسية
  و احترف في 
البحرين
 في 
نادي الشباب
 و بعدها عاد إلى 
نادي القادسية
 و لعب بعدها مع 
نادي الهداية
 و 
نادي السلام
.
[
1
]
```